# О’Коннор, Логан
Логан О'Коннор (англ. Logan O'Connor; 14 августа 1996 Миссури-Сити, Техас, США) - канадско-американский профессиональный хоккеист, правый крайний нападающий. В настоящее время выступает за клуб НХЛ «Колорадо Эвеланш». Обладатель Кубка Стэнли 2022 года.

## Ранние годы
О'Коннор — сын бывшего игрока НХЛ Майлза О'Коннора. Он родился в Техасе, когда его отец играл за «Хьюстон Аэрос» в Интернациональной хоккейной лиге. Он рос в Калгари, после того, как его отец закончил карьеру.

## Карьера

### Любительская
О'Коннор сначала играл в организации «Калгари Роялс» (сейчас «Калгари Мустангс») Хоккейной Миджет лиги Альберты (сейчас «Элитная хоккейная лига Альберты») на уровнях "бантам" (игроки 13-14 лет) и "миджет" (игроки 15-18 лет). Решив продолжить студенческую карьеру, О'Коннор был выбран под 194-м номером в игре «Су-Фоллс Стампейд» на драфте Хоккейной лиги США 2013 года .
В течение первого юношеского сезона с «Стампейд» в сезоне 2013/14 О'Коннор заключил соглашение о переходе в сезоне 2015/16 в команду Денверского университета, выступавшую в Национальной студенческой хоккейной конференции . В первом сезоне в «Су-Фоллс» О'Коннор играл в третьем звене и забил 3 гола и набрал 10 очков в 59 играх.
В следующем сезоне 2014/15 О'Коннор был назначен капитаном «Стампейд» и улучшил свою игру, увеличив результативность, забив 16 голов и набрав 36 очков в 58 играх регулярного сезона. В плей-офф он набрал 10 очков в 12 играх за «Су-Фоллс», чем помог команде завоевать Кубок Кларка.
Начав свою студенческую карьеру в «Денвер Пионерc» в сезоне 2015/16, О'Коннор, в качестве игрока ротации провел 23 игры, забив два гола и две передачи. В следующем сезоне 2016/17 он стал постоянным игроком третьего звена «Пионерc», забив 7 голов и набрав 18 очков, сыграв во всех 44 играх, и помог Денверу выиграть национальный чемпионат ( NCAA) 2017 года.
В сезоне 2017/18 О'Коннор снова появлялся в каждой игре с «Пионерc», набрав наибольшие в своей карьере в студенческой лиге 21 очко и забив два гола в меньшинстве в 41 игре. Он помог «Пионерам» завоевать титул чемпиона NCHC и был включен в сборную турнира. 7 июня 2018 года О'Коннор, был выбран капитаном «Пионерc» на следующий сезон.

### Профессиональная
По завершении юношеского сезона и после драфта НХЛ 2018 года О'Коннор был приглашен в лагерь развития «Колорадо Эвеланш». 24 июля 2018 года О'Коннор отказался от ещё одного сезона в качестве капитана «Пионерc», подписав двухлетний контракт начального уровня в с «Эвеланш».
О'Коннор начал сезон 2018/19 с фарм-клубом АХЛ «Колорадо Иглз». 30 декабря его вызвали в основную команду. О'Коннор дебютировал следующим вечером в игре против «Лос-Анджелес Кингз» (матч завершился со счётом 3-2 в пользу «Кингз») . Он закончил сезон с пятью играми за «Эвеланш» без результативных действий и 42 очками в 64 играх за «Иглз».
27 ноября 2019 года О'Коннор забил свой первый гол в карьере в НХЛ в игре против «Эдмонтон Ойлерз» (матч завершился со счётом 4-1 в пользу «Колорадо») . Он провел 16 игр за «Эвеланш» в регулярном чемпионате. Он также сыграл в пяти  играх плей-офф, сделав одну результативную передачу.
18 сентября 2020 года «Эвеланш» повторно подписали с О'Коннором двухлетний контракт.
22 сентября 2021 года «Эвеланш» повторно подписали с О'Коннором продленный до 3 лет контракт на 3,15 миллиона долларов.
21 мая 2022 года О'Коннор забил свой первый гол в плей-офф в игре второго раунда против «Сент-Луис Блюз».
20 января 2024 года О'Коннор сделал свой первый в карьере хет-трик в матче против «Филадельфии Флайерз». 10 марта О'Коннор было объявлено что выбыл до конца сезона после того, как перенес операцию на бедре из-за травмы, из-за которой он пропустил шесть игр после перерыва на Матч всех звезд.

## Достижения

### Командные

#### USHL
| Год  | Команда           | Достижение   |
| ---- | ----------------- | ------------ |
| 2015 | Су-Фоллс Стампейд | Кубок Кларка |

#### NCHC
| Год  | Команда        | Достижение   |
| ---- | -------------- | ------------ |
| 2017 | Денвер Пионерc | Чемпион NCAA |

#### НХЛ
| Год  | Команда          | Достижение   |
| ---- | ---------------- | ------------ |
| 2022 | Колорадо Эвеланш | Кубок Стэнли |

### Личные
| Год        | Команда        | Награда                                              |
| ---------- | -------------- | ---------------------------------------------------- |
| 2017, 2018 | Денвер Пионерc | Попадание в сборную всех звезд (All-Academic Team)   |
| 2018       | Денвер Пионерc | Попадание в сборную чемпионата (All-Tournament Team) |